# Distretto di Bombali
Bombali è un distretto della Sierra Leone situato nella Provincia del Nord.
Confina con la Guinea a nord, con il distretto di Port Loko a sud-est, con il distretto di Tonkolili a sud e con il distretto di Koinadugu ad est.
Il capoluogo del distretto è la città di Makeni, la quale è anche capitale della Provincia del Nord.